# Разулис, Эвальдас
Эвальдас Разулис (лит. Evaldas Razulis; 3 апреля 1986, Мажейкяй ) — литовский футболист, нападающий, тренер. Выступал за сборную Литвы.

## Биография
Начал играть на взрослом уровне в родном городе в клубе «Нафта». В 16-летнем возрасте забил 14 голов в матчах первой лиги Литвы. В 2003 году перешёл в российский клуб «Крылья Советов» (Самара), провёл там пять сезонов, ни разу не появившись на поле в официальных матчах за основную команду. В первенстве молодёжных составов России сыграл 72 матча и забил 7 голов.
В 2008 году вернулся на родину и провёл сезон в клубе высшей лиги «Ветра», стал бронзовым призёром чемпионата и сыграл один матч в Лиге Европы. Следующий сезон начал в команде первой лиги «Шилуте», а затем перешёл в «Каунас», который по финансовым причинам оказался во второй лиге, однако принимал участие в Лиге Европы, где футболист провёл 2 матча. С «Каунасом» Разулис за два года поднялся из второй лиги в А-Лигу.
Часть сезона 2010 года игрок провёл в минском «Партизане» в чемпионате Белоруссии, а в 2011 году был в заявке шотландского «Хартса». Затем был отдан в аренду в «Каунас», вернувшийся в высший дивизион, и за половину сезона забил 11 голов, попав в десятку лучших бомбардиров чемпионата.
В 2012 году перешёл в «Атлантас» (Клайпеда), там провёл три сезона, становился серебряным (2013) и бронзовым (2014) призёром чемпионата Литвы. В 2013 году занял второе место в споре бомбардиров, забив 21 гол, в 2014 году был пятым (13 голов).
В 2015 году выступал за клуб высшего дивизиона Польши «Гурник» (Ленчна), затем ненадолго возвращался в «Атлантас», а в 2017 году играл в высшей лиге Латвии за «Елгаву». В конце карьеры выступал в низших лигах Литвы за клуб «Атмосфера» из своего родного города.
Всего в высшей лиге Литвы забил 51 гол.
Вызывался в юниорскую и молодёжную сборные Литвы, сыграл не менее 14 матчей в отборочных турнирах чемпионатов Европы.
В национальной сборной Литвы дебютировал 26 марта 2013 года в товарищеском матче против Албании (1:4) и в этой же игре забил свой первый гол. Всего за сборную сыграл 6 матчей и забил один гол, все — в 2013 году.
В 2022 году стал главным тренером клуба «Атмосфера» (Мажейкяй).

## Достижения
- Серебряный призёр чемпионата Литвы: 2013
- Бронзовый призёр чемпионата Литвы: 2008, 2014